# Callochiton crocinus
Callochiton crocinus är en blötdjursart som först beskrevs av Reeve 1847.  Callochiton crocinus ingår i släktet Callochiton och familjen Ischnochitonidae. Inga underarter finns listade i Catalogue of Life.